# Новомихайловка (Черниговский район)
Новомиха́йловка (укр. Новомихайлівка) — село,
Новомихайловский сельский совет,
Черниговский район,
Запорожская область,
Украина.
Код КОАТУУ — 2325583501. Население по переписи 2001 года составляло 992 человека.
Является административным центром Новомихайловского сельского совета, в который
не входят другие населённые пункты.

## Географическое положение
Село Новомихайловка находится у истоков реки Бандурка,
на расстоянии в 2,5 км от села Петропавловка.
Река в этом месте пересыхает, на ней сделана запруда.

## История
- 1853 год — дата основания как село Новозеленое, которое затем переименовано в Каилак, Новомихайловка.
- В 1907 году село стало центром одноимённой волости.
- 7 октября 1941 года село оккупировали фашисты.
- 19 сентября 1943 года село было освобождено.

## Экономика
- СВК Новомихайловский

## Объекты социальной сферы
- Школа.
- Дом культуры.
- Амбулатория.